# San Pedro de Cartago
San Pedro de Cartago es un municipio colombiano ubicado en el departamento de Nariño, en el suroccidente de la nación. Se sitúa a 84 kilómetros de San Juan de Pasto, la capital del departamento.Tiene bajo su jurisdicción el centro poblado: La Comunidad.

## Geografía

### Término municipal
El términos municipal limita por el norte con los municipios de La Unión y Belén, al este con San Bernardo y Albán, al sur con  Arboleda y por el oeste con San Lorenzo y Arboleda.

## Política
En 2019 se destacó al estar entre los 10 municipios con menor abstencionismo electoral, quedando en el décimo lugar para la elección de  concejales municipales con una participación del 87,28% de los potenciales sufragantes en los comicios.